# 卡里奧卡體育館3
卡里奧卡體育館3（葡萄牙語：Arena Carioca 3）是一座位於巴西里約熱內盧西區巴拉達蒂茹卡的室內體育館。2016年夏季奧林匹克運動會跆拳道比賽、2016年夏季奧林匹克運動會擊劍比賽和2016年帕林匹克運動會柔道比賽都將於此舉行。卡里奧卡體育館3將在奧運後轉變成一間體育高中。